# Allure (équitation)
Pour les articles homonymes, voir Allure.
Les allures sont, en équitation, les différentes façons que le cheval a de se déplacer. Il existe des allures naturelles, que le cheval pratique lorsqu’il est en liberté, et des allures artificielles qui peuvent lui être inculquées par le biais du dressage. Certaines races de chevaux possèdent naturellement des allures supplémentaires et sont connues sous le nom de chevaux d'allures ou chevaux de marche.
Les allures sont classées en trois catégories :
- les « allures naturelles » sont celles que le cheval exécute d'instinct : le pas, le trot, le galop et le reculer sont les quatre allures naturelles typiques,
- les « allures artificielles » sont acquises par le dressage,
- les « allures défectueuses » résultent d'une douleur ou d'une mauvaise utilisation du cheval et sont éliminatoires en compétition.

Ces allures sont dites piquées quand le geste du genou prédomine et rasantes lorsque le geste est étendu au ras du sol.

## Allures naturelles
Au XIXe siècle, l'écuyer Jules Lenoble du Teil (1838-1898) écrit dans son  Étude sur la locomotion du cheval que « le trot est une allure à deux temps sautée et le galop une allure à trois temps sautée ». 
Au XXIe siècle, les images saisies par des caméras rapides – 100 images par seconde – montrent expérimentalement que deux mises en appui ne peuvent être simultanées.[réf. souhaitée]
L’observation correcte d’un mouvement lié au déplacement du cheval ne peut se faire en-deçà de 100 images par seconde.[réf. nécessaire]
C’est ainsi que nous comprenons qu’un individu utilisant quatre membres pour se mouvoir ne peut physiquement pas avoir d’allures comportant moins de quatre mises en appui successives. À ces quatre temps s’ajoutent, pour le cheval au trot ou au galop, les temps de suspension d’appui, temps durant lesquels il n’y a aucune mise en appui au sol.
Alors que le guépard a une série de mises en appui dite « rotatoires » (antérieur gauche – antérieur droit – postérieur droit – postérieur gauche), le cheval a lui des mises en appui dite « transverses » communément nommées comme « diagonales » dans le monde équestre traditionnel.
Pour le trot, la mise en appui s’organise par exemple comme suit : postérieur gauche - antérieur droit - postérieur droit - antérieur gauche.
En conséquence, nous pouvons affirmer que le trot comme le galop sont des allures à quatre temps successifs de mise en appui. Cette observation factuelle vient en contradiction avec ce qui suit[pas clair].

### Allures du cheval en liberté
Les allures naturelles sont celles du cheval en liberté.
- Le pas est une allure marchée, à quatre temps égaux séparés. La vitesse moyenne des chevaux à cette allure est de 7 km/h (110 m/min). Lorsque le cheval évolue en liberté au pas avec les rênes entièrement flottante, on parle de « pas libre ».
- Le trot est une allure sautée, symétrique, à deux temps égaux, par bipèdes diagonaux. Chaque temps est séparé par une période de projection (deux temps, deux projections). La vitesse moyenne des chevaux à cette allure est de 14 km/h (240 m/min).
- Le galop est une allure sautée et basculée, asymétrique, à trois temps suivis d'une période de projection. La vitesse moyenne des chevaux à cette allure est de 21 à 27 km/h (350 à 450 m/min). Il arrive que le galop soit à quatre temps, lorsque le cheval atteint une grande vitesse en course ou dans la nature[3], ou lorsqu'il galope très lentement ou sur place (galop terre à terre). Le galop à quatre temps est une allure artificielle[réf. nécessaire]. Il existe différents types de galops, tels le galop à juste, le galop à faux ou contre galop, le galop rassemblé, le galop allongé, le galop désuni, ou encore le canter.
- Le reculer est une marche rétrograde qui est naturelle même si elle est relativement inhabituelle[1].

Le contre-galop, dans lequel le cheval galope à droite lorsqu'il tourne à gauche, et inversement, est une gymnastique qui oblige le cheval à engager le postérieur sur lequel il galope. C'est une excellente gymnastique qui améliore l'équilibre vertical en augmentant l'amplitude de l'épaule extérieure.
Certains chevaux possèdent des allures naturelles supplémentaires comme : 
- Le tölt est une allure marchée à quatre temps. Le cheval conserve en permanence un pied en contact avec le sol et fournit un fort engagement des postérieurs. L'ordre des posés est identique à celui du pas. Il s'agit d'une allure très confortable pour le cavalier. On la trouve notamment chez le  cheval islandais.
- L'amble volant (de course, ou sauté) que l'on retrouve aussi chez le cheval islandais, est un amble à 4 temps dont un en suspension (à ne pas confondre avec l'amble commun, dit « de cochon » cf ci-dessous). Il s'obtient à partir du galop et peut atteindre la vitesse d'un galop de course.
- Certains chevaux américains ont des allures spécifiques proches de l'amble : le slow gait, le trot amblé et le running walk, ce qui signifie littéralement « marche en courant ».

Le pas
Le trot
Le galop

### Équilibre naturel du cheval
Le cheval libre a son propre équilibre qui n'est pas forcément le meilleur. Des défauts de conformation ou de mauvaises habitudes peuvent lui provoquer des ruptures d'équilibre qui peuvent aller jusqu'à la chute. Le cheval  sur les épaules et le cheval sur les hanches sont les deux formes d'équilibre naturel du cheval. Le cheval sur les épaules est bâti en descendant. La surcharge de son avant-main l'amène à baisser son encolure et à raser le sol. Le cheval sur les hanches a un équilibre plus mobile si les gestes de l'arrière-main ont pu se développer normalement. L'art du cavalier est de passer d'un équilibre à l'autre et de se déplacer ainsi sur des bases longues ou courtes.

### Incidence du cavalier sur les allures naturelles
Le cheval monté subit le poids du cavalier, ses déplacements, et aussi une contrainte morale qui peut, tout comme la surcharge, provoquer des contractions et modifier ses allures naturelles. Selon la répartition de son poids, ses indications, son tact, le cavalier modifie plus ou moins heureusement l'attitude naturelle de son cheval. Il doit lui imposer, sans force aucune, les divers équilibres qui lui permettent de s'en rentre totalement maître.

## Allures artificielles
Les allures artificielles, aussi appelées airs résultent du travail et des assouplissements menés par l'homme. Toutefois, ces allures artificielles "sont tirées des naturelles" selon La Guérinière.

### Airs près de terre
Les airs près de terre, ou airs bas, sont :
- Le passage qui consiste en un trot écourté et raccourci qui à une cadence extrême va jusqu'à la réalisation d'un temps de suspension de chaque base diagonale.
- Le piaffer consiste en un trot sur place, relevé, rond, suspendu et majestueux dans lequel le cheval se projette d'un diagonal sur l'autre. L'élévation des membres en suspension est plus accentuée que dans le passage.
- Le galop de manège est un galop raccourci du devant avec des hanches actives.
- Les changements de pieds au galop qui peuvent être exécutés isolément ou successivement.
- Les exercices de deux pistes dans lesquels le cheval se déplace latéralement.
- Les passades dans lesquelles en repassant sur la même piste, le cheval change de main à chaque extrémité du terrain.
- Les pirouettes, exécutées au pas, au trot, au galop ou au piaffer[1].
- Le galop terre à terre qui est un galop à deux temps, dans lequel le cheval pose alternativement ses deux antérieurs puis ses deux postérieurs, et progresse par petits sauts. Il précède le plus souvent un saut d'école.

### Airs relevés
Dans les airs relevés, le cheval se détache du sol. Les airs relevés sont aussi appelés sauts d'école.
Les aires relevés sont :
- La pesade ou levade : le cheval s'assied sur ses postérieurs qui demeurent immobiles, lève son avant main tout en gardant ses antérieurs repliés.
- Le mézair ou moitié-air qui se situe entre le terre-à-terre et la courbette.
- La courbette qui est une levade exécutée dans une cadence plus soutenue et dans laquelle les hanches accompagnent l'avant-main lorsque celle-ci touche le sol.
- La croupade dans laquelle, en l'air, le cheval conserve ses membres repliés sous lui et à l'horizontale.
- La ballotade, exercice proche de la croupade dans lequel le cheval, en l'air, présente ses fers postérieurs.
- La cabriole qui est une ballotade dans laquelle le cheval détache une ruade en employant toutes ses forces[1].

### Airs de fantaisie
Les airs de fantaisie sont apparus au XIXe siècle (ou n'ont pas fait l'objet d'écrits connus avant cette période).
- Le pas espagnol consiste en un pas cadencé et majestueux. Il peut être exécuté à quatre temps égaux ou à deux temps, et est considéré comme une très bonne gymnastique[1]
- Le galop sur trois jambes est un galop durant lequel un antérieur est maintenu en l'air, le cheval continuant à galoper avec ses trois membres restants. Il est particulièrement épuisant pour le cheval.
- Le galop arrière est un galop rassemblé au point de parvenir à reculer, le cheval reculant notamment des postérieurs à chaque foulée.. Ces deux derniers airs sont considérés comme des prouesses acrobatiques[1].

Le passage
Le piaffer
Le pas espagnol

## Allures défectueuses

L'amble

- L'amble, allure sautée, symétrique, rasante, à deux temps, par bipèdes latéraux. Cette allure est aussi employée par des chevaux de course sous harnais (American Standardbred). Dans les épreuves de dressage équestre, l'amble est considéré comme une dégradation de l'allure et est fortement pénalisé. En Galice cette allure s'appelle andadura galega, elle est considérée non seulement comme une tradition équestre millénaire, mais aussi comme un sport à part entière. C'était l'allure du palefroi des chevaliers ; les chevaux capables de tenir ce trot confortable pour le cavalier sur de longues distances avaient une grande valeur au Moyen Âge.
- Le trottinement, allure intermédiaire entre pas rapide et trot, mais sans amplitude ni engagement de la part du cheval.
- L'entrepas, allure intermédiaire entre la pas et l'amble.
- Le traquenard, trot décousu ou désuni où les battues diagonales sont dissociées, provoqué en général par un excès de vitesse ou un mauvais dressage. Ce trot irrégulier qui use prématurément le cheval est sanctionné en course par la disqualification du cheval[réf. souhaitée].
- L'aubin, allure où l'avant-main galope tandis que l'arrière-main trotte, ou inversement.
- Le saut de pie, allure où le cheval a un enlevé de la croupe[1]
- Le galop désuni, allure où le cheval galope à gauche des antérieurs et à droite des postérieurs, ou inversement.
- Le galop rompu, galop sans phase de projection.
- Le galop à quatre temps, galop où le bipède diagonal est dissocié, l'un des membres précède l'autre.
- On dit d'un cheval qui se déplace d'une façon syncopée qu'il "marche par à-coups"[1].

## Changement d'allure

### Transition
Le passage d'une allure à l'autre (ou la transition dans une même allure) peut se faire via différentes aides qui peuvent être combinées : la voix, les mollets, les talons (ou les éperons), la posture du cavalier, les rênes (ou le licol), la cravache et le fouet. La combinaison de plusieurs d'entre elles permet d'éviter les transitions non désirées.
Le cheval profite toujours d'une base diagonale pour changer d'allure.

### Allonger
Allonger consiste à augmenter la vitesse d'une allure par extension des gestes. Pour obtenir un allongement d'allure, le cavalier doit accompagner sa demande d'une adaptation du centre de gravité au nouvel équilibre. Les bons allongements ne doivent pas être précipités et doivent procéder d'une allure équilibrée et élastique.

## Qualité des allures

### Équilibre
Le cheval doit être en équilibre dans ses différentes allures. On distingue deux types d'équilibre :
- L'équilibre longitudinal qui est la juste répartition du poids entre l'avant-main et l'arrière-main. De cet équilibre dépend la position de son centre de gravité.
- L'équilibre latéral qui est la juste répartition du poids entre les deux bipèdes latéraux.

Pour travailler correctement, un cheval doit être équilibré à la fois longitudinalement et latéralement. Monté, son équilibre tient dans la juste répartition de son poids et de celui du cavalier entre son avant-main et son arrière-main. Le poids du cavalier à cheval modifie son équilibre naturel. Les antérieurs supportent environ deux tiers de ce poids supplémentaire, les postérieurs un tiers. Cette répartition varie selon la position du cavalier dans sa selle. Le cavalier peut modifier l'équilibre du cheval, et ainsi, faire bouger son centre de gravité, en reportant du poids dans un sens ou dans un autre, pour l'adapter à l'exercice demandé. La réalisation correcte de changements de direction et de variations d'allures permettent au cavalier d'apprécier l'équilibre de son cheval. Il peut le modifier en reportant du poids dans un sens ou dans un autre pour l'adapter à l'exercice demandé. La difficulté réside dans le mouvement du cheval en action qui provoque un transfert constant du centre de gravité auquel la position du cavalier doit constamment s'adapter. Cette réadaptation constante ne peut être que ressentie et se traduit par la translation du poids du cavalier sur une assiette immobile, en toute discrétion. Pour ne pas raidir le cheval et perturber son équilibre, le cavalier doit accompagner son cheval, c'est-à-dire se lier à lui de la plus discrète et intime façon en fondant leurs deux équilibres en un seul. Pour cela, il ne doit en aucun cas amplifier les oscillations que reçoit son assiette, ni balancer le buste, les mains et les jambes. Lorsque le cavalier plaque ses jambes ou bloque ses talons sous les flancs de sa monture, son rein se raidit et, par sympathie, celui du cheval aussi. Pour se lier au cheval par le seul équilibre, il doit se poser avec légèreté sur son dos, en se décontractant complètement sur son centre de gravité.
Chez le cheval, le balancier est l'ensemble tête-encolure qui, déplaçant le centre de gravité selon son allongement, son élévation et sa direction, modifie l'équilibre du cheval.
Le dressage permet au cavalier d'améliorer l'équilibre naturel du cheval. Il doit ressentir les défauts d'équilibre de sa monture et doit pouvoir anticiper et rétablir les dits défauts . Le sommet de l'équilibre est atteint dans la perfection du rassembler.

### Cadence
À chaque allure, la cadence doit être régulière, les mouvements des membres se succèdent régulièrement quelle que soit l'amplitude de l'allure. Lorsque le cavalier demande au cheval d'exécuter une transition d'allures, il doit maintenir la cadence jusqu'à l'obtention de la nouvelle allure demandée.
Les chevaux ont des cadences naturelles différentes qui peuvent varier fortement selon le modèle et d'un individu à l'autre. Seuls des chevaux dont la cadence et l'amplitude naturelles sont proches peuvent travailler ensemble.
Lorsqu'un cheval perd sa cadence par la faute du cavalier ou par fatigue, on dit qu'il s'abandonne.

### Rectitude
La rectitude est la qualité du cheval qui est « droit », qui marche franchement et de façon symétrique lorsqu'il suit une direction rectiligne. C'est le moyen d'assurer le fonctionnement régulier des quatre membres.
Sur une ligne droite, le rachis du cheval présente des mouvements symétriques, les postérieurs suivent les mêmes pistes que les antérieurs. Sur une courbe, le rachis doit s'incurver pour s'accorder au rayon de la courbe. On dit alors qu'il est « droit sur la courbe ».
Un cheval parfaitement droit exécute avec autant d'aisance les figures à main droite et à main gauche, il galope aussi souplement aux deux mains. Il est cependant extrêmement rare qu'un cheval présente parfaitement ces caractéristiques. Le cheval monté se contracte naturellement sous le poids et les aides du cavalier, tout comme tous les quadrupèdes, il se latéralise . Le jeune cheval se redresse sous l'effet de l'impulsion en se tendant sur lui-même. Puis, le cavalier utilise les exercices de flexibilité sur le cercle et l'épaule en dedans pour corriger les fausses inflexions naturelles ou acquises. Baucher , pour sa part préconise la recherche du pli inverse par la main seule qui fléchit l'encolure en place et à toutes les allures, sans utiliser l'épaule en dedans, afin de disposer de la mobilité des épaules et de celle des hanches par flexion et engagement du postérieur interne.

### Amplitude
Plus le cheval se rassemble, plus ses foulées perdent en amplitude. Lorsque le cheval allonge son allure, ses foulées gagnent en amplitude et son chanfrein avance légèrement en avant de la verticale.
Le cavalier peut demander des variations d'amplitude à son cheval dans une même allure. Dans tous les cas, la cadence doit être maintenue. On utilise le verbe "allonger" pour désigner l'augmentation de la vitesse d'une allure par extension des gestes. Pour l'obtenir, le cavalier doit solliciter le cheval et accompagner cette demande d'une adaptation de son centre de gravité au nouvel équilibre; Les bons allongements ne sont pas précipités et procèdent d'une allure équilibrée et élastique.
La variation de l'amplitude au pas s'obtient en augmentant l'impulsion vers l'avant et en laissant le cheval étendre son encolure. Les doigts su cavalier se desserrent sur les rênes tout en conservant le contact avec la bouche; ses jambes agissent tour à tour en cadence avec le pas du cheval. Pour allonger le galop, les jambes du cavalier agissent symétriquement en cadence avec le galop. Pour diminuer l'amplitude au galop, il rassemble son cheval en fermant les doigts sur les rênes et en augmentant l'engagement des postérieurs par une pression des jambes.

### Cheval sur la main
Un cheval sur la main se déplace en conservant un contact franc avec la main du cavalier. A toutes les allures, sa tête est fixe et son encolure souple. La nuque reste le point le plus élevé, le chanfrein est légèrement en avant de la verticale. Dans cette attitude, le cheval est « en place »  et « travaille juste ».

### Cheval adroit
Un cheval est adroit quand il a un pas ferme et assuré qui ne bute pas en terrain accidenté. Les chevaux sont maladroits sur les sols inconnus. Monté, les assouplissements lui permettent d'acquérir l'adresse requise.

### Animer
Animer un cheval consiste à lui communiquer un regain de vivacité dans ses mouvements pour en rehausser le brillant. C'est aussi relancer l'allure d'un cheval de sport froid ou fatigué.

## Irrégularités et défauts d'allure
- Le cheval qui rase le tapis lève insuffisamment les antérieurs.
- Le cheval qui trousse lève exagérément les antérieurs.
- Le cheval qui billarde est cagneux en marche.
- Le cheval qui forge atteint de la pince du fer postérieur le fer antérieur (au pas ou au trot).
- Le cheval qui se croise place ses postérieurs devant ses antérieurs.
- Le cheval qui éparvine fléchit du jarret brusquement et en saccade.
- Le cheval qui s'atteint frappe du postérieur l'antérieur et se coupe en cas de plaie au point touché.
- Le cheval maladroit a un pas qui bute en terrain accidenté[1].
- Le cheval qui balance les allures présente un défaut résultant d'un manque de flexion des articulations des membres qui se détachent avec raideur et provoquent des oscillations latérales, particulièrement au passage et au piaffer. Ce défauts est caractéristique de chevaux dont les membres sont mal orientés, les jarrets clos ou les antérieurs trop ouverts[1]

## Acculement
L'acculement est l'état de résistance d'un cheval qui retient ou limite ses actions pour les soustraire à volonté du cavalier. Son paroxysme est un mouvement rétrograde exécuté en réponse à l'indication du mouvement en avant. Insidieux, il peut se manifester sans que le cheval recule, mais retient les forces sollicitées par son cavalier. C'est d'abord un état moral qui résulte le plus souvent d'oppositions maladroites et douloureuses d'une main qui contredit les indications données par les jambes. Ces incohérences provoquent, par reflexes associés, le rejet des forces vers l'arrière à la simple action des jambes, puisqu'elle précède l'action répulsive de la main.
Pour reprendre un dialogue normal avec des chevaux acculés, il faut les reprendre dans la descente de main permanente, se remplacer par l'assiette ou même la caresse sur le flanc toute aide de jambes, en se faisant si nécessaire assister par un aide à pied qui appuie le mouvement en avant en élevant doucement sa chambrière vers les hanches du cheval et le rassure avec une friandise.
Pour interrompre le mouvement du cheval qui s'accule, il est possible d'opposer sans dureté la tête aux hanches par une large rêne d'ouverture combinée à une action délicate de la jambe du même côté. Le cheval exécute alors une espèce de pirouette autour des épaules et il est possible, par une action délicate de l'assiette d'arrière en avant et éventuellement des jarrets, de reporter le cheval en avant tout en le laissant redresser le pli.

## Chevaux d'allures
Les chevaux d'allures sont des chevaux de selle ou des poneys légers qui possèdent une ou deux allures naturelles  supplémentaires, l’amble et/ou le tölt, en plus des trois allures traditionnelles (pas, trot, galop).
Le Morgan, l'American Standardbred, l'Islandais, le paso péruvien, le paso fino, le Rocky Mountain Horse et le Tennessee Walker sont des races de chevaux d'allures..

## Jugement des allures en compétition de dressage
Lors d'une compétition, les juges portent attention à ce que:
- Le pas soit régulier, libre et sans contrainte.
- Le trot soit libre, souple, régulier et actif.
- Le galop soit uni, léger et équilibré.
- Les membres postérieurs ne soient jamais inactifs ou lents. Le cheval doit répondre à la moindre indication de son cavalier et donner ainsi vie et esprit à tout le reste de son corps[6].

Il est porté une attention particulière à la cadence qui est montrée au trot et au galop et qui résulte de la bonne harmonie que montre un cheval qui se déplace avec une régularité, une impulsion et un équilibre bien marqués. La cadence doit être maintenue dans tous les différents exercices de trot ou de galop et dans toutes les variations de ces allures. Les hésitations, la perte d'équilibre et de rectitude, la perte de cadence, l'altération de la mise sur la main sont sanctionnées.
La régularité des allures est considérée comme fondamentale en dressage.
Toutes les variations dans une même allure sont exploitables. Les transitions dans l'allure sont des mouvements qui exigent dans cette discipline une rigueur sans faille. Ces transitions consistent à changer le mouvement dans une même allure. Ainsi, le classique allongement du trot entre dans la catégorie des « transitions montantes dans l'allure » du trot.

### Le pas
Le pas doit être obtenu par battement régulier et bien marqué des quatre membres, avec des intervalles égaux entre chaque temps. Cette régularité, associée à une détente totale du cheval, doit être maintenue lors de tous les mouvements au pas.
Lorsque les membres du même côté se déplacent presque sur le même temps, le pas tend à devenir un mouvement latéral. Cette irrégularité atteste une grave détérioration de la cadence. Elle est sanctionnée dans la notation.
En compétition, on distingue quatre types de pas: le pas moyen, le pas rassemblé, le pas allongé et le pas libre. Le cheval doit présenter une différence marquée d’attitude et de déplacement dans ces différents types de pas.
Au pas moyen, le cheval reste «sur la main», marche énergiquement mais détendu, avec des pas réguliers et déterminés, les pieds postérieurs touchant le sol devant les empreintes de sabot des pieds antérieurs, on dit qu'il "se méjuge". L'allongement est modéré. Le cavalier maintient un contact léger, doux et régulier avec la bouche, permettant ainsi un mouvement naturel de la tête et de l'encolure du cheval.
Au pas rassemblé, le cheval reste «sur la main» et avance résolument vers l'avant. Son encolure est relevée et arrondie. Il doit se porter de lui-même, dans un bon équilibre, sans s'appuyer sur la main. La tête se rapproche de la position verticale et un contact léger est maintenu avec la bouche. Les membres postérieurs sont bien engagés. Le rythme doit rester vigoureux et les membres se déplacent à une fréquence régulière. Les pas couvrent moins de terrain et sont plus hauts qu’au pas moyen, car toutes les articulations se plient plus nettement. Le pas rassemblé est plus court que le pas moyen, mais montre une activité plus intense.
Au pas allongé, le cheval couvre autant de terrain que possible, sans hâte et sans perdre sa régularité. Les pieds postérieurs touchent le sol nettement devant les empreintes de sabot des pieds antérieure, il se méjuge franchement . Le cavalier permet au cheval d’étirer la tête et l'encolure vers l’avant et vers le bas, sans perdre le contact avec la bouche et le contrôle de la nuque. Le nez doit être en avant de la verticale.
Le pas libre est une allure de détente dans lequel le cheval a toute latitude pour s'abaisser et étirer sa tête et son encolure. Le degré de couverture du sol et la longueur des foulées, il se méjuge avec les pieds postérieurs clairement en avant des empreintes des pieds antérieurs, sont essentiels à la qualité du pas libre. C'est l'allure à laquelle les chevaux doivent habituellement quitter le rectangle après le salut final. Il ne fait pas l'objet de notation mais son non-respect peut être pénalisé.
Dans de nombreuses reprises de dressage, il est demandé que le cheval s'étende sur des rênes longues au pas allongé. Cet exercice permet de juger son équilibre, sa souplesse, son obéissance et sa relaxation. Afin de pouvoir exécuter correctement l'exercice  le cavalier doit allonger les rênes tandis que le cheval s'étire progressivement vers l'avant et vers le bas. Un contact élastique et constant  doit être maintenu entre la bouche du cheval et les mains du cavalier; La cadence doit rester la même, le cheval doit demeurer léger dans les épaules avec les postérieurs bien engagés. Lors de la reprise des rênes par le cavalier, le cheval doit accepter le contact sans résistance dans la bouche ni au niveau de la nuque.
Dans leur évaluation du pas, les juges apprécient notamment la qualité de la transition au pas, la régularité de l'allure, la souplesse du dos du cheval et la liberté de ses épaules, son activité. Pour le pas allongé, ils noteront l'amplitude des mouvements, le fait que le cheval se déplie vers le mors en conservant le contact; pour le pas rassemblé, le raccourcissement et l'élévation des pas et si le cheval se porte de lui-même; et pour le pas moyen, le rythme du pas, l'attitude et l'amplitude moyenne,.

### Le trot
Les foulées de trot doivent être fluides, actives et régulières.
La qualité du trot se juge sur une impression générale, c’est-à-dire à la régularité et l’élasticité des foulées, à la cadence et à l’impulsion lors des mouvements de rassemblé et d’extension. Cette qualité est obtenue grâce à une arrière-main souple et bien engagée, ainsi que par la capacité de conserver le même rythme et le même équilibre naturel dans toutes les variations du trot.
On distingue cinq types de trot : le trot de travail, l'allongement des foulées au trot, le trot rassemblé, le trot moyen et le trot allongé.
Le trot de travail est une allure entre le trot rassemble et le trot moyen qui est utilisée quand le cheval n'est pas encore suffisamment prêt pour pouvoir effectuer des mouvements rassemblés. Le cheval montre un bon équilibre et, restant «sur la main», avance par des foulées régulières et élastiques en présentant une bonne action au niveau du jarret. L’expression «bonne action au niveau du jarret» souligne l’importance d’une impulsion provenant de l’activité de l'arrière main.
L'allongement des foulées de trot est une allure utilisée dans les épreuves réservées aux chevaux de quatre ans auxquels il est demandé d'allonger les foulées de trot. Il s’agit d’une variation entre le trot de travail et le trot moyen employé alors que la formation du cheval n’est pas assez aboutie pour qu'il puisse effectuer un trot moyen.
Dans le trot rassemblé, le cheval, restant «sur la main», avance avec l'encolure relevée et arrondie. Les jarrets, bien engagés et en flexion, doivent maintenir une impulsion énergique, permettant aux épaules de bouger avec une plus grande mobilité, démontrant ainsi que le cheval se porte de lui-même. Bien que les foulées du cheval soient plus courtes que dans les autres trots, l’élasticité et la cadence restent les mêmes.
Dans le trot moyen, le rythme d'allongement est modéré par rapport au rythme du trot allongé, et l'attitude du cheval est plus ronde que dans celui-ci. Sans précipiter, le cheval avance avec des foulées nettement allongées grâce à une bonne impulsion de l'arrière-main. Le cavalier permet au cheval de porter la tête un peu plus au-devant de la verticale que dans le trot rassemblé et que dans le trot de travail, et de baisser légèrement la tête et l'encolure. Les foulées doivent être régulières et l'ensemble du mouvement doit être  effectué en équilibre et sans contrainte.
Dans le trot allongé, le cheval couvre autant de terrain que possible. Sans précipiter, les foulées sont allongées au maximum grâce à une forte impulsion de l'arrière-main. Le cavalier permet au cheval d'allonger son cadre et de gagner du terrain tout en contrôlant la nuque. Les antérieurs doivent toucher le sol à l'endroit où ils se dirigent. L'ensemble du mouvement doit être exécuté en équilibre, et la transition descendante dans le trot rassemblé doit s'effectuer sans à-coups en reportant plus de poids sur l'arrière-main.
Tout le travail au trot est exécuté «assis», sauf indication contraire dans le texte de la reprise.
Dans certaines reprises, lors du travail au trot, il est demandé au cavalier de laisser filer les rênes sur une certaine distance. Cet exercice permet de juger si le cheval est tendu et d'apprécier son équilibre, sa souplesse, son obéissance et sa relaxation. Afin de pouvoir exécuter correctement cet exercice, le cavalier doit allonger les rênes lorsque le cheval s'étire progressivement vers l'avant et vers le bas. Lorsque l'encolure s’étire vers l’avant et vers le bas, la bouche doit atteindre plus ou moins la ligne horizontale correspondant à la pointe de l’épaule. Un contact élastique et constant avec les mains du cavalier doit être maintenu. Le rythme doit rester le même et le cheval doit rester léger dans les épaules avec les postérieurs bien engagés. Lors de la reprise des rênes, le cheval doit accepter le contact sans résistance dans la bouche ni au niveau de la nuque.
Lors de l'exécution du trot, les juges apprécient la régularité, l'élasticité, l'équilibre, l'énergie et l'amplitude des foulées, l'attitude du cheval et la qualité des transitions. Pour le trot allongé, leur attention porte plus particulièrement sur la régularité, l'élasticité, l'équilibre, l'énergie des postérieurs, l'amplitude, l'adaptation de l'attitude et la qualité des transitions.
Lorsque le cavalier doit laisser filer les rênes, ils vérifient que le cheval étende son encolure vers l'avant et vers le bas, sans perdre le contact, puis est remis en place.

### Le galop
Le galop doit présenter des foulées légères, cadencées et régulières. Le cheval doit se déplacer sans hésitation.
La qualité du galop se juge sur une impression générale, c'est-à-dire à la régularité et à la légèreté des foulées, à la qualité du mouvement vers le haut procédant de l'acceptation de la bride, la nuque restant souple, à l'engagement des postérieurs, et à la capacité de maintenir le même rythme et un équilibre naturel, notamment après des transitions. Au galop, le cheval doit toujours rester droit sur des lignes droites et correctement plié sur des lignes courbes.
On distingue cinq types de galop: le galop de travail, l'allongement des foulées au galop, le galop rassemblé, le galop moyen et le galop allongé.
Le galop de travail est une allure entre le galop rassemblé et le galop moyen qui est utilisée quand le cheval n'est pas encore prêt pour effectuer des mouvements rassemblés. Le cheval montre un équilibre naturel tout en restant «sur la main», et avance avec des foulées régulières, légères et actives, et une bonne action au niveau du jarret. L’expression «bonne action au niveau du jarret» souligne l’importance d’une impulsion provenant de l’activité de l'arrière main.
L'allongement des foulées de galop est une allure utilisée dans les épreuves réservées aux chevaux de quatre ans auxquels il est demandé d'allonger les foulées de galop. Il s’agit d’une variante entre le galop de travail et le galop moyen employée alors que la formation du cheval n’est pas assez aboutie pour qu'il effectue un galop moyen.
Dans le galop rassemblé, le cheval, restant «sur la main», galope avec l'encolure élevée et arrondie. Les jarrets, bien engagés, maintiennent une impulsion énergique permettant aux épaules de se déplacer avec une plus grande mobilité, démontrant ainsi que le cheval se porte de lui-même et vers le haut. Les foulées sont plus courtes que dans les autres galops, sans perte d’élasticité ni de cadence.
Dans le galop allongé, le cheval couvre autant de terrain que possible, sans précipiter, et ses foulées s'allongent au maximum. Le cheval reste calme, léger et droit grâce à une forte impulsion de l'arrière-main. Le cavalier lui permet d'allonger et de gagner du terrain tout en contrôlant la position de la nuque. Le mouvement doit être effectué dans l'équilibre et la transition vers le galop rassemblé doit se faire sans à-coups en reportant plus de poids sur l'arrière-main.
En compétition, le cheval doit parfois exécuter des variantes du galop considérées comme des allures:
Le contre galop (appelé communément galop à faux): le contre galop est un mouvement permettant de juger de l'équilibre et de la rectitude du cheval. Il doit être exécuté au galop rassemblé.
Le changement de pied de ferme à ferme: il s’agit d’un mouvement dans lequel il est demandé au cheval, après une transition directe du galop au pas suivie de trois à cinq foulées de pas, de repartir au galop sur l'autre diagonal.
Le changement de pied en l'air: il s'effectue en une foulée avec les antérieurs et les postérieurs changeant simultanément au moment du temps de suspension du galop. Les aides doivent être précises et discrètes. Ils peuvent être exécutés isolément ou en série toutes les 4, 3, 2 foulées ou à chaque foulée (changement de pied au temps). Le cheval doit reste léger, calme et droit dans l'impulsion tout en maintenant le même rythme et le même équilibre tout au long de la série. Cet exercice permet d'évaluer la réaction, la sensibilité et l'obéissance du cheval aux aides du changement de pied.
Lors de l'évaluation du galop, les juges apprécient la correction et rectitude du galop, sa qualité, l'impulsion, le maintien de l'attitude du cheval, le maintien de l'activité, l'allongement des foulées et l'adaptation de l'attitude du cheval dans le galop allongé, l'équilibre, la tendance montante dans le galop rassemblé.
Dans le contre galop, ils notent l'aisance et l'attitude du cheval; dans le changement de pied de ferme à ferme, la netteté et la fluidité des transitions galop/pas et pas/galop, le rythme du pas; dans le changement de pied en l'air, sa correction, la rectitude du changement, la qualité du galop avant et après, la tendance montante du cheval et son équilibre.